# Cratoptera vilaria
Cratoptera vilaria är en fjärilsart som beskrevs av Herrich-Schäffer 1858. Cratoptera vilaria ingår i släktet Cratoptera och familjen mätare. Inga underarter finns listade i Catalogue of Life.